# إدارة إستيلي
إدارة إستيلي (بالإنجليزية: Estelí Department) هي إدارة في نيكاراغوا، عاصمتها إستيلي، تتطل علي المحيط الهادئ .

## جغرافيا
تقع الإدارة في شمال نيكاراغوا وتبلغ مساحتها تبلغ مساحتها 2٬230 كيلومتر مربع.

### الموقع
- إدارة تشينانديغا

- إدارة خينوتيغا
- إدارة ليون
- إدارة مدريز
- إدارة ماتاغلبا

## ديموغرافيا
بلغ عدد سكانها 201٬548 نسمة (تعداد 2012 ) تبلغ الكثافة السكانية 90 نسمة _ كم2